# Нађа Родић
Нађа Родић (Београд, 12. август 1941) српска и југословенска је глумица и књижевница. Првакиња је београдске драме.

## Професионалан рад
Поред непрекидног рада у позоришту и телевизији, 1976. године за музичку кућу Југотон снимила је плочу са композицијама Драгана Токовића (аутора песме „Лела Врањанка”) под називом „Остала сам сама” и „Болујем, тугујем”. Наставља да снима за Југотон и ПГП РТБ многобројне композиције које су се нашле на компилацијама Староградских песама: „Љубичице, и ја бих те брала”, „Еј, кад сам синоћ пошла из дућана”, „Хајде драги пољуби ме”, „Зашто си ме мајко родила”, „А бре Рамче” и многе друге за архив Радио Београда. Сматра да је у њеном музичком стваралаштву посебан траг оставила композиција „Тече вода тече” која је објављена на компилацији песама „Глумци вам певају” (Милена Дравић, Мира Ступица, Оливера Марковић, Ђуза Стоиљковић, Драган Лаковић..)  
ЗА ПГП РТБ и Ансамбл „Данилушка” снимала је руске изворне песме које је изводила у емисијама Радиотелевизије Београд. Са Ансамблом „Данилушка” сарађивала је више година и са њима ишла на светске турнеје. Такође је сарађивала са тада популарним мушким вокалним секстетом „Скадарлија” који је био састављен од чланова хора Београдске опере, под руководством Владимира Поповића. У Београдском Дому Армије често је гостовала са ревијским оркестром уметничког ансамбла ЈНА, негујући староградске бисере од заборава.
Својевремено је основала приватно позориште - односно путујући мини театар који су сачињавали чланови њене породице муж Страхиња, син Алек Родић и ћерка Сандра. Театар „Чуперак” је годинама путовао од града до града, од села до села широм Југославије и чинило малишане срећним. Наступали су у најеминентнијим дворанама. Годишње су играли више стотина представа.
Написала је монодраму „Нит' са њиме, нит' без њега” - „'Бем му лебарник” коју с времена на време одигра у културним установама.
Крајем 2016. године, након борбе са опаком болешћу, објавила је роман „Живот на длану” који је посветила свим женама света са поруком „Да се не плаше, јер ништа није тако црно, као што је небо плаво”.
На сцени Малог Позоришта „Душко Радовић” у Београду, у коме је играла пуне три деценије, глумица је уз професионалну помоћ свог представника и новинара Николе Радановића, својих пријатеља и колега представила своју романсирану биографију. О уметници су говорили глумица Бранка Веселиновић, глумац Тома Курузовић, академик Радомир Ивановић, доктор Вања Милошевић и редитељ Драгослав Лазић.
Одиграла је 16. децембра 2016. године представу у амфитеатру „Института за онкологију и радиологију”, да глумом окуражи оне који још не знају да се вреди борити. За овај хуманитарни допринос, начелник Одељења за образовање и рехабилитацију Светлана Берат је уручила драмској уметници специјалну захвалну повељу.
Дана 15. новембра 2018. године у Удружењу књижевника Србије у комплетној организацији новинара Николе Радановића, књигом поезије "Облаци у самоћи плачу" обележава пола века уметничког стваралаштва. У културном програму који је припремио Радановић, представили су се вокални уметници Радио Телевизије Србије, истакнути глумци, сликари и књижевници.
Исте године, у препуној дворани престоничког Народног позоришта, глумица Нађа Родић награђена је престижном "Златном значком" за 2018. годину, за дугогодишњи допринос развијању културних делатности, за несебичан, предан, дуготрајан рад и изузетан стваралачки допринос српском глумишту и ширењу ове културе. Златну значку доделили су Културно-просветна заједница Србије и Министарство спољних послова Републике Србије - управа за сарадњу са Србима у региону, а под покровитељством Министарства културе и информисања Владе Републике Србије.

## Филмографија
| Год.       | Назив                       | Улога               |
| ---------- | --------------------------- | ------------------- |
| 1967—1968. | Парничари                   |                     |
| 1969.      | Велики дан                  |                     |
| 1969.      | Музиканти                   |                     |
| 1972.      | Грађани села луга           | Јана                |
| 1972.      | Из дневника једног правника |                     |
| 1980.      | Звезде су очи ратника       |                     |
| 1975.      | Живот је леп                | Болничарка          |
| 1980.      | Врућ ветар                  | Каписазовићева жена |
| 1989.      | Сазвежђе белог дуда         | Мајка               |
| 1989.      | Шведски аранжман            |                     |
| 2001.      | Све је за људе              | Богданка            |
| 2006—2009  | Сељаци                      | Богданка            |
| 2010.      | Песма мога сина             | Олга                |
| 2012.      | Војна академија             | магационерка        |
| 2017.      | Тезгароши                   |                     |
| 2018.      | Ургентни центар             | Шица                |
| 2020.      | Ургентни центар             | Меланија            |
| 2019.      | Швиндлери                   | спремачица          |

## Награде и признања
- Награда за најбољу улогу, представа „Зона Замфирова”, Сарајево 1965. године,
- Плакета за најбољу младу глумицу у Шабачком народном позоришту 1. маја 1967. године, представа „Ко би се једио на мушке”
- Награда „Јоаким Вујић”, за успешно одигране улоге у комаду „Ко би се једио на мушке”, на сусретима професионалних позоришта Србије у Нишу 1967. године,
- Награда за најбољу глумицу у комаду „Прича једног календара” Нови Сад 1972. године,
- Интернационална награда „Златни делфин”, у категорији за најбољу глумицу, одлуком публике и жирија, на позоришном фестивалу у Варни 1975. године,
- Плакета за најбоље глумачко остварење и савезном Наградом за још једно глумачко остварење у Бугојну,
- Специјална награда на југословенском фестивалу детета у Шибенику за комад групе „Плави Чуперак”,
- Награда „Божидар Валтровић” одлуком Малог позоришта у Београду.
- Повеља „Титула Даме 2016. ” за рад, допринос и стваралаштво
- Признање „ Златна значка” за дугогодишњи допринос развијању културних делатности, за несебичан, предан, дуготрајан рад и стваралачки допринос[7]